# Pracovní teorie hodnoty
Pracovní teorie hodnoty je ekonomická teorie, která říká, že hodnota statku je určena celkovým množstvím práce potřebné k jeho vyprodukování, spíše než by byla určena užitím nebo potěšením, které z něho získává jeho vlastník. Nejčastěji je spojována s marxistickou ekonomií i když byla použita i ranými klasickými ekonomy jako byl Adam Smith a David Ricardo a později byla použita i anarchistickými ekonomiemi (např. mutualismem). Hodnota zboží a služeb je podle této teorie určena množstvím práce nezbytné k jejich vyprodukování.
Princip teorie spočívá v myšlence, že v primitivních společnostech byla započata výroba komodit z volně dostupných surovin volně dostupnými prostředky – celá jejich hodnota tedy tkvěla v práci vynaložené na jejich výrobu. Výrobky, které nejsou spotřebovány, se stávají přebytkem – kapitálem, který je dále užíván k produkci dalších výrobků. Podle klasického přístupu teorie pracovní hodnoty je tento kapitál ztělesněním vykonané práce, kterou dále reprodukuje. Hodnotu zboží tedy určuje pouze objem práce, kterou toto zboží „ztělesňuje“, přičemž je započítána i práce vložená do kapitálu nutného k jeho produkci.
Hodnota komodity je závislá na průměrném množství práce, která je vykonána k jejímu vytvoření a není tedy závislá na množství práce, která byla vynaložena k výrobě konkrétního výrobku. Odvíjí se ovšem od výkonnosti a schopností všech výrobců jako celku – ve chvíli, kdy klesá průměrná výkonnost výrobců v daném odvětví, stoupá cena výrobků jím produkovaných. Určování hodnoty zboží tedy není závislé na nabídce a poptávce či jeho užitné hodnotě, nýbrž na množství práce v něm obsažené – jeho tržní cena ale může být těmito faktory ovlivněna. Teorie pracovní hodnoty je tak diametrálně odlišná od jiných přístupů, které odvozují hodnotu od užitku ze zboží, práce ušetřenou jeho pořízením či zákonů nabídky a poptávky.

## Vývoj teorie
Pracovní teorie hodnoty se vyvíjela v průběhu mnoha staletí, přičemž k ní nedospěl pouze jeden člověk, ale spíše mnoho různých myslitelů nezávisle na sobě, údajně včetně Aristotela. Někteří autoří pak připisují zásluhy vývoje této teorie Tomáši Akvinskému. Ve svém díle Summa theologiae (1265 - 1274) vyjadřuje názor, že „…hodnota může a měla by se zvyšovat v závislosti na množství práce, která byla vykonána na zlepšení komodit.” Odborníci, jako například Josef Alois Schumpeter, citovali Ibna Chaldúna, který ve svém Muqaddimah (1377) popisuje práci jako zdroj hodnot nezbytných pro všechen výdělek a akumulaci kapitálu. Tvrdil, že i když je výdělek „výsledkem něčeho jiného, než řemesla, hodnota výsledného zisku a nabitého kapitálu musí také zahrnovat hodnotu práce, díky které byl kapitál získán. Bez práce by kapitál nebyl získán.” Učenci také poukazovali na dílo Treatise of Taxes (1662), jehož autorem byl Sir William Petty a dílo Labor theory of property Johna Locka, které je uvedeno v druhém pojednání o vládě (Second Treatise on Government, 1689), kde za práci považuje koncový zdroj ekonomických hodnot. Samotný Karel Marx dal za pravdu Benjemínu Franklinovi v jeho eseji (1729), který nesl název „A Modest Enquiry into the Nature and Necessity of a Paper Currency” a tedy, jakožto “jeden z mála”, podpořil tuto teorii.
Dalším, alespoň částečným zastáncem této teorie, byl Adam Smith. Smith v teorii uznával názor na před-socialistickou společnost, ale pochyboval nad aplikací teorie v soudobém kapitalismu. Dále vyzdvihoval to, že pokud se „práce ztělesněná“ ve výrobku rovná „práci nařízené“ (tj. množství práce, kterou lze koupit jejím prodejem), pak zisk není možný.
David Ricardo (podobně jako Marx) reagoval na tento paradox argumentací, že Smith práci zaměňoval se mzdami. Říkal, že „nařízená práce”, bude vždy znamenat více, než ta práce, která je potřebná k udržení sama sebe (mzdy). Hodnota práce v tomto pohledu pokrývala nejen hodnotu mezd (to, co Marx nazýval hodnotou pracovní síly), ale hodnotu celého produktu vytvořeného prací. Dále nesouhlasil např. se Smithovým chápáním směnné a užitné hodnoty, zdůrazňoval roli dostupnosti zdrojů a diverzifikace pracovních pozic. Ricardova teorie byla předchůdcem moderního přístupu, soudícího, že rovnovážné ceny jsou určovány pouze výrobními náklady spojenými s Neo-ricardianismem.
Skupina nazývající se „Ricardovští socialisté“ vznikla na základě rozporu mezi mzdou práce a hodnotou produktu. Charles Hall, Thomas Hodgskin, John Gray, John Francis Bray a Percy Ravenstone — použili Ricardovu teorii k rozvoji názorů na vykořisťování.
Marx tyto názory rozvedl a zastával názoru, že dělníci pracující alespoň část dne přidávají hodnotu potřebnou k pokrytí svých mezd, přičemž zbytek jejich práce je vykonáván za účelem obohacení kapitalistů. Pracovní teorie hodnoty a doprovodná teorie vykořisťování se staly hlavním prvkem jeho ekonomického myšlení.
Američtí individualističtí anarchisté založili v 19. století založili na PTH svou ekonomii, přičemž jejich konkrétní interpretace se nazývala „Cost the limit of price“. Oni, stejně jako současní individualističtí anarchisté v této tradici, tvrdí, že je neetické účtovat za komoditu vyšší cenu, než je množství práce potřebné k její výrobě. Ale co více, navrhují také, aby byl obchod usnadněn použitím bankovek podpořených prací.